# I Szungjun
I Szungjun (hangul: 이승윤, RR: Lee Seung-yun; 1995. április 18.–) dél-koreai íjász, 2016-ban a világranglista 8. helyén állt.

## Pályafutása
2013-ban aranyérmet szerzett egyéniben a világbajnokságon.
A 2016. évi olimpiai játékok során csapatban szerzett aranyérmet.